# Orléat
Orléat är en kommun i departementet Puy-de-Dôme i regionen Auvergne-Rhône-Alpes i centrala Frankrike. Kommunen ligger i kantonen Lezoux som tillhör arrondissementet Thiers. År 2022 hade Orléat 2 236 invånare.

## Befolkningsutveckling
Antalet invånare i kommunen Orléat
| Referens: INSEE |